# Deh Barez
Deh Bārez (farsi دهبارز), chiamata anche Rudan (رودان), è il capoluogo dello shahrestān di Rudan, circoscrizione Centrale, nella provincia di Hormozgan. Aveva, nel 2006, una popolazione di 30.060 abitanti.